# 官僚集體主義
官僚集体主义（英語：Bureaucratic collectivism）是一种关于阶级社会的理论。部分托洛茨基主义者用它来描述约瑟夫·斯大林统治下的苏联及其他类似的国家，如中东欧国家和朝鲜等。